# Watergate (Florida)
Watergate es un lugar designado por el censo ubicado en condado de Palm Beach en el estado estadounidense de Florida. En el Censo de 2010 tenía una población de 2.942 habitantes y una densidad poblacional de 2.777,29 personas por km².

## Geografía
Watergate se encuentra ubicado en las coordenadas 26°20′9″N 80°12′45″O / 26.33583, -80.21250. Según la Oficina del Censo de los Estados Unidos, Watergate tiene una superficie total de 1.06 km², de la cual 1.06 km² corresponden a tierra firme y (0%) 0 km² es agua.

## Demografía
Según el censo de 2010, había 2.942 personas residiendo en Watergate. La densidad de población era de 2.777,29 hab./km². De los 2.942 habitantes, Watergate estaba compuesto por el 85.32% blancos, el 4.96% eran afroamericanos, el 1.19% eran amerindios, el 1.56% eran asiáticos, el 0% eran isleños del Pacífico, el 4.11% eran de otras razas y el 2.86% pertenecían a dos o más razas. Del total de la población el 20.12% eran hispanos o latinos de cualquier raza.